# One Step Forward
『One Step Forward』（ワン・ステップ・フォワード）は、KATSUMIの16枚目の会場限定CD。

## 内容
ライブ会場限定で販売されている会場限定CDの16作目。
公式ファンクラブ「Hip Bird Club」会員のみ、ファンクラブ運営の通信販売にて購入することができる。
ディスクはCD-R仕様となっている。

## 収録曲
特記以外作詞・作曲・編曲：KATSUMI
1. In This World 〜2013 piano version〜
6thオリジナル・アルバム『BRIGHT DAYS』収録楽曲を新録。
2. I wanna win 〜2013 piano version〜
18thシングル収録楽曲を新録。
3. Just Time Girl 〜2013 piano version〜
作曲：石川洋
4thシングル収録楽曲を新録。